# Абдалла Діб
Абдалла Халед Діб Салім (араб. عبد الله خالد ذيب سليم, нар. 10 березня 1987, Амман) — йорданський футболіст, нападник клубу «Ас-Салт».
Виступав, зокрема, за клуби «Мехелен» та «Аль-Вахдат», а також національну збірну Йорданії.

## Клубна кар'єра
У дорослому футболі дебютував 2005 року виступами за команду клубу «Аль-Вахдат», в якій провів два сезони, взявши участь у 10 матчах чемпіонату і у сезоні 2006/07 став чемпіоном Йорданії.
У 2007 році він перейшов на один сезон в бахрейнський клуб «Аль-Ріффа», після чого повернувся на батьківщину ставши гравцем клубу «Шабаб Аль-Ордон». У 2009 році Діб став гравцем бельгійського «Мехелена», але в команді не закріпився і повернувся в «Шабаб Аль-Ордон», а у 2011—2013 роках знову грав за «Аль-Вахдат».
З 2013 року по сезону грав за кордоном у саудівському «Аль-Орубі» (Ер-Ріяд) та бахрейнському «Аль-Ріффа».
2015 року повернувся до клубу «Аль-Вахдат». Цього разу провів у складі його команди три сезони, після чого протягом 2018—2019 років захищав кольори саудівського клубу «Аль-Ансар».
До складу клубу «Ас-Салт» приєднався 2019 року.

## Виступи за збірні
Протягом 2006—2008 років залучався до складу молодіжної збірної Йорданії. У її складі Абдалла взяв участь у молодіжному чемпіонаті світу 2007 року в Канаді. Цей турнір став  дебютним для йорданської «молодіжки» і саме Діб забив історичний перший гол своєї збірної на цьому турнірі, втім команда зайняла останнє місце і не вийшла з групи. Всього на молодіжному рівні зіграв у 16 офіційних матчах, забив 5 голів.
7 вересня 2007 року дебютував в офіційних іграх у складі національної збірної Йорданії в товариському матчі проти збірної Бахрейну (3:1), в якому забив два голи.
У складі збірної був учасником кубка Азії 2011 року у Катарі та кубка Азії 2015 року в Австралії. На обох турнірах був основним гравцем і зіграв відповідно 4 і 3 матчі. Також Діб брав участь у трьох чемпіонатах Західної Азії у 2008, 2010 та 2012 роках, а також провів 24 гри в рамках відбору на чемпіонат світу 2010 та 2014 років, куди його збірна не кваліфікувалась.

## Титули і досягнення
- Чемпіон Йорданії (5):

«Аль-Вахдат»: 2004-05, 2006-07, 2007-08, 2015-16, 2017-18
- Володар Кубка Йорданії (2):

«Аль-Вахдат»: 2011, 2014
- Володар Суперкубка Йорданії (3):

«Аль-Вахдат»: 2005, 2011, 2018